# Balrampur

Balrampur es una ciudad y municipio que se encuentra en el estado de Uttar Pradesh, India. Está situado a orillas del río Rapti y es la capital del distrito Balarampur. Su población es de 82.488 habitantes (2011).

## Historia
La ciudad de Balrampur es vecina a Shravasti.

## Geografía
Balrampur está situada en 27°26′N 82°11′E / 27.43, 82.18. Se encuentra a 105 metros de altura sobre el nivel del mar.

## Dinastía
La dinastía Balrampur pertenece a Janwaar Kshatriya (descendiente del Gran rey Kuru Janmejay y el bisnieto de Arjun) siendo una de las dinastías más ricas de la India. Actualmente Maharaja Dharmendra Prasad Singh tiene el título de Balrampur Riyasat. La conocida universidad M.L.K. P.G.(Balrampur, Uttar Pradesh, India). Fue establecida por Rajpariwar.